# Даум, Кристоф
Кристоф Пауль Даум (нем. Christoph Paul Daum; 24 октября 1953, Цвиккау, Карл-Маркс-Штадт — 24 августа 2024, Кёльн, Северный Рейн-Вестфалия) — немецкий футболист, футбольный тренер.

## Карьера игрока
В начале спортивной карьеры Даум играл за юношеские и молодёжные команды различных районов Дуйсбурга — «ДЮК Виктория», «Рурорт-Лаар», «Хамборн». С 1971 года во взрослых командах «Хамброн 07» и «Айнтрахт» Дуйсбург, выступающих в любительских лигах Германии. С 1975 по 1981 годы выступал за любительскую команду Кёльна, с которой в 1981 году выиграл титул чемпиона Германии среди любителей.

## Тренерская карьера
По окончании карьеры игрока, в 1980 году Даум получил тренерскую лицензию Немецкого футбольного союза (ДФБ). С тех пор он, как тренер, провел более тысячи матчей в различных чемпионатах и еврокубках.

### «Кёльн»
Начиная с сезона 1985/86 Даум становится сначала помощником тренера, а в 1986 — главным тренером «Кёльна». Ему удается вернуть команду в группу лидеров немецкого чемпионата. В 1988 году «Кёльн» занимает третье место в Бундеслиге, а потом дважды, в 1989 и 1990 годах, становится вторым. Однако, совершенно неожиданно, во время чемпионата мира 1990 в Италии, Даум отстраняется от должности главного тренера «Кёльна», персонально тогдашним президентом клуба Дитмаром Артцингер-Больтом. Причины такого решения так никогда и не были названы официально.
В Кёльне до сих пор популярна история, как Даум, ради мотивации игроков, приклеил на дверь раздевалки 40 000 марок — возможную премию за чемпионство. Следующая игра была выиграна со счётом 3:1.
Во второй раз Даум становится тренером «Кёльна» 27 ноября 2006 года. Клуб переживает не лучшие времена, несколько лет балансируя между первой и второй Бундеслигой. На момент возвращения Даума «Кёльн» — середняк турнирной таблицы при полном отсутствии шансов на выход в первую Бундеслигу. Но уже в следующем сезоне Дауму удается вернуть команду в высший эшелон немецкого футбола. В следующем сезоне 2008/09 «Кёльн» борется за сохранение места в бундеслиге, занимает итоговое 12-е место, но не найдя поддержки руководства в вопросе усиления команды, Даум, пользуясь пунктом контракта, позволяющим ему самостоятельно решать вопрос о дальнейшей работе, принимает решение покинуть «Кёльн».

### «Штутгарт»
В ноябре 1990 года Даум возглавляет «Штутгарт». В 1992 году команда под его руководством становится чемпионом Германии.
В следующем сезоне «Штутгарт» принимает участие в отборочных играх Лиги чемпионов и, со скандалом, уступает «Лидс Юнайтед». Первая игра заканчивается со счётом 3:0 в пользу «Штутгарта». Ответная игра 30 сентября 1992 года заканчивается 4:1, но «Лидс» подает протест на действия Даума, который ошибочно выпускает на замену не разрешённого тогда правилами УЕФА четвёртого игрока-иностранца. УЕФА решает засчитать «Штутгарту» техническое поражение со счетом 0:3 и назначает дополнительную игру на нейтральном поле. На безлюдном «Камп Ноу» «Штутгарт» проигрывает и упускает шансы поучаствовать в групповом этапе Лиги чемпионов.
Даум покидает клуб в зимнюю паузу сезона 1993/94.

### «Бешикташ»
С 1994 года Даум работает с турецким клубом «Бешикташ». В первый же сезон ему удаётся выиграть Кубок Турции, а затем также и Суперкубок. В следующем сезоне «Бешикташ» под руководством Даума становится чемпионом Турции.
Ещё один раз тренером «Бешикташа» Даум был с марта 2001 по май 2002.

### «Байер 04»
В 1996 году леверкузенский «Байер» возвращает Даума в Бундеслигу. Этот период карьеры был, наверное, самым удачным в жизни Даума. За последующие четыре сезона «Байер» один раз занимает третье место и трижды становится вторым в бундеслиге. Сам Даум получает многочисленные призы различных спортивных изданий и телевизионных каналов, как лучший и перспективный тренер Германии. Он становится кандидатом на должность тренера сборной Германии и осенью 2000 года подписывает контракт с ДФБ, который начнёт действовать с июня 2001 года.

#### Скандал
После подписания Даумом контракта со сборной менеджер «Баварии» Ули Хёнесс в одном из интервью заявляет, что ДФБ должен внимательнее присмотреться к Дауму на соответствие программе «Футбол без наркотиков». Разгорается скандал. Даум отрицает употребление наркотиков и на пресс-конференции 9 октября 2000 года публично заявляет, что готов пройти все необходимые тесты. Популярной стала его фраза — «Я делаю это с абсолютно чистой совестью!» 20 октября пробы, взятые из волос Даума, дают положительный результат на кокаин. Даума увольняют из «Байера», и ДФБ аннулирует подписанный с ним контракт. Сам Даум уезжает во Флориду, но спустя два с половиной месяца возвращается в Германию и признается в употреблении наркотиков. На него заводят уголовное дело. Впоследствии земельным судом Кобленца Даум был приговорен к штрафу в 10 000 евро.

### «Аустрия» Вена
В октябре 2002 года принимает венскую «Аустрию» и сразу же делает дубль — клуб побеждает в чемпионате и выигрывает Кубок Австрии. В июне Даум покидает клуб.

### «Фенербахче»
Даум возвращается в Турцию, принимая предложение от «Фенербахче». С этим клубом он дважды становится чемпионом Турции в 2004 и 2005 годах. По окончании сезона 2006 года Даум уходит в отставку, объясняя её состоянием здоровья.
В июле 2009 года Даум возвращается из «Кёльна» в «Фенербахче», привлечённый возможностью участия в международных соревнованиях, которой не было в Кёльне. «Фенербахче» с Даумом выигрывает Суперкубок Турции. В июле 2010 года клуб и Даум договорились о досрочном расторжении контракта.

### «Айнтрахт»
23 марта 2011 года, довольно неожиданно, Даум меняет Михаэля Скиббе во франкфуртском «Айнтрахте». Перед ним стоит задача сохранить команде место в бундеслиге, но Дауму это не удается. 16 мая 2011 года специалист объявляет о своей отставке.

### «Брюгге»
С 9 ноября 2011 года Даум тренирует бельгийский клуб «Брюгге». В мае 2012 года Кристоф Даум попросил руководство клуба о расторжении контракта по семейным причинам. Просьба была удовлетворена.

### «Бурсаспор»
С 14 августа 2013 года по 24 марта следующего года возглавлял «Бурсаспор».

### Сборная Румынии
7 июля 2016 года, после двухлетнего перерыва в тренерской карьере, Даум возглавил сборную Румынии, подписав контракт на два года, который автоматически может быть расторгнут, в случае неудачной квалификации сборной на чемпионат мира в России. 14 сентября 2017 года технический комитет Федерации футбола Румынии после провального выступления сборной в отборочном турнире чемпионата мира 2018 (четвёртое место в группе E после восьми игр) принял решение о расторжении контракта с Даумом.

## Болезнь и смерть
В октябре 2022 года Даум объявил, что у него диагностирован рак лёгких. Он умер от этой болезни 24 августа 2024 года в Кёльне в возрасте 70 лет.

## Тренерская статистика
| Команда              | Начало работы    | Завершение работы | Показатели | Показатели | Показатели | Показатели | Показатели |
| Команда              | Начало работы    | Завершение работы | М          | В          | Н          | П          | % побед    |
| -------------------- | ---------------- | ----------------- | ---------- | ---------- | ---------- | ---------- | ---------- |
| Кёльн                | 23 сентября 1986 | 30 июня 1990      | 154        | 78         | 43         | 33         | 050,65     |
| Штутгарт             | 22 ноября 1990   | 9 декабря 1993    | 128        | 56         | 38         | 34         | 043,75     |
| Бешикташ             | 7 января 1994    | 30 июня 1996      | 100        | 62         | 17         | 21         | 062,00     |
| Байер 04             | 1 июля 1996      | 23 октября 2000   | 184        | 91         | 52         | 41         | 049,46     |
| Бешикташ             | 7 марта 2001     | 30 июня 2002      | 50         | 27         | 11         | 12         | 054,00     |
| Аустрия (Вена)       | 3 октября 2002   | 30 июня 2003      | 30         | 17         | 4          | 9          | 056,67     |
| Фенербахче           | 1 июля 2003      | 14 июля 2006      | 134        | 90         | 17         | 27         | 067,16     |
| Кёльн                | 27 ноября 2006   | 30 июня 2009      | 92         | 36         | 21         | 35         | 039,13     |
| Фенербахче           | 1 июля 2009      | 8 июля 2010       | 55         | 35         | 9          | 11         | 063,64     |
| Айнтрахт (Франкфурт) | 23 марта 2011    | 16 мая 2011       | 7          | 0          | 3          | 4          | 000,00     |
| Брюгге               | 9 ноября 2011    | 30 июня 2012      | 31         | 19         | 3          | 9          | 061,29     |
| Бурсаспор            | 14 августа 2013  | 25 марта 2014     | 34         | 15         | 8          | 11         | 044,12     |
| Сборная Румынии      | 7 июля 2016      | 14 сентября 2017  | 10         | 3          | 3          | 4          | 030,00     |
| Итого                | Итого            | Итого             | 1009       | 529        | 229        | 251        | 052,43     |

## Достижения
«Штутгарт»
- Чемпион Германии: 1991/92
- Обладатель Суперкубка Германии: 1992

«Бешикташ»
- Чемпион Турции: 1994/95
- Обладатель Кубка Турции: 1993/94
- Обладатель Суперкубка Турции: 1994

«Аустрия» (Вена)
- Чемпион Австрии: 2002/03
- Обладатель Кубка Австрии: 2002/03

«Фенербахче»
- Чемпион Турции (2): 2003/04, 2004/05
- Обладатель Суперкубка Турции: 2009